# Oodera rufimana
Oodera rufimana är en stekelart som beskrevs av John Obadiah Westwood 1874. Oodera rufimana ingår i släktet Oodera och familjen puppglanssteklar. Inga underarter finns listade i Catalogue of Life.